# Concert per a flauta núm. 2 (Weinberg)
La Concert per a flauta núm. 2, op. 148, va ser compost per Mieczysław Weinberg el 1987. Com el Primer Concert per a flauta, el Concert per a flauta núm. 2, compost directament després de la finalització de la Segona Simfonia de cambra, va ser dedicat a Aleksandr Kornéiev.

## Moviments
- I. Allegro
- II. Largo
- III. Allegretto – Andante molto ritenuto – Largo

## Origen i context
El Segon concert per a flauta va ser escrit per a orquestra simfònica, però Weinberg també va produir una versió per a orquestra de corda, designada amb l'op. 148 bis i que data el 17 d'octubre de 1987. No se sap si la peça es va arribar a interpretar a l'URSS. El 23 d'octubre de 2001, la versió per a orquestra completa va ser interpretada per primera vegada fora de Rússia, probablement com a estrena mundial, en un concert a Borås, Suècia, amb Anders Jonhäll com a solista i la Borås Orchestral Society dirigida per Thord Svedlund.